# サンタクロースのトナカイたち

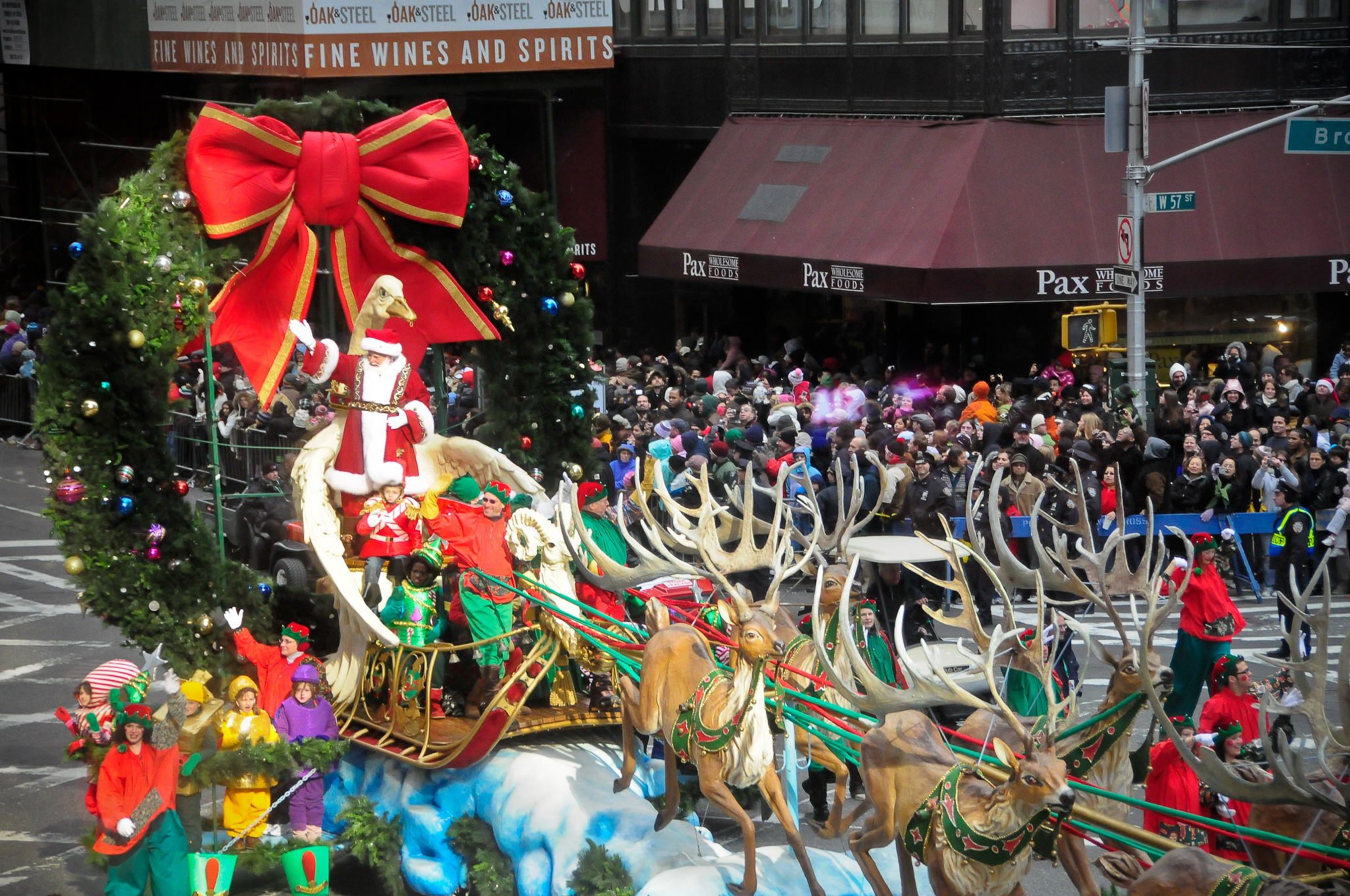
サンタクロースとトナカイたち（ニューヨーク市の2008年感謝祭パレードで）

サンタクロースのトナカイたち：この項目では、サンタクロースの伝承におけるトナカイについて記述する。
伝承においてサンタクロースは、クリスマスイブにトナカイに曳かれた橇に乗って空を飛び、世界の子供たちへ贈り物を持ってくることになっている。サンタクロースは小アジアの司祭聖ニコラウスをモデルに作られた架空の人物であり、トナカイとも橇とも無関係の存在であったが、このお話が各国に広まり、様々なバリエーションの伝説が作られた。馬の引く橇に乗る者、箒にまたがって空を飛ぶ者、トナカイの引く橇に乗る者など様々なサンタクロース伝説が存在した。その中でアメリカ合衆国の伝説はデパートのクリスマス販促キャンペーンで宣伝されることによって有名になり、トナカイが橇を引くというサンタクロース像が固まるようになった。更にアメリカ合衆国で発表された二つの児童文学の作品によって、このトナカイは伝統的に8頭または9頭いるとされるようになり、名前も知られるようになった。

## 伝承
一つはニューヨークの神学者クレメント・クラーク・ムーアが1823年に発表した子供向けの詩『クリスマスのまえのばん』（原題：“A Visit from St. Nicholas”）で、この中でサンタクロースは8頭のトナカイの名前を「ダッシャー、ダンサー、プランサー、ヴィクセン、コメット、キューピッド、ドナー、ブリッツェン」と呼んで、早く走るように元気づけている。
| 'Twas the night before Christmas, When all through the house .... More rapid than eagles his coursers they came, And he whistled, and shouted, and call'd them by name: "Now, Dasher! Now, Dancer! Now, Prancer, and Vixen! "On, Comet! On, Cupid! On, Donder and Blitzen! "To the top of the porch! to the top of the wall! "Now dash away! dash away! dash away all!" | それはクリスマスの前の夜だった、 家の者みんなが・・・ ・・・ ワシよりも早く、サンタさんのトナカイのそりがきた。 そして、彼は口笛を吹いて、大声を出して、トナカイたちに呼びかけた。 「それ、ダッシャー、それ、ダンサー、それ、プランサーとヴィクセン！ 行け、コメット、行け、キューピッド！それ、ドナーとブリッツェン！ 家のポーチの上へ、壁を駆け上がれ、 さあ、急いで行け、行け、みんなで急げ！」 |

この詩は英語圏の諸国の家庭や学校やテレビなどで、クリスマスのころによく朗読される。
もう一つはロバート・L・メイが1939年に発表した童話『ルドルフ 赤鼻のトナカイ』（英語: Rudolph, the Red-Nosed Reindeer）で、それまでの8頭のトナカイに「ルドルフ」という名の1頭を加えて、トナカイ・チームのリーダーとして活躍する様を書いた。これは後に同名のアニメ映画と、赤鼻のトナカイという主題歌が作られて、世界的に知られている。